# 松平乗春
松平 乗春（まつだいら のりはる）は、江戸時代前期の大名。肥前国唐津藩2代藩主。大給松平家宗家9代。官位は従五位下・主水正、和泉守。

## 略歴
承応3年（1654年）、唐津藩初代藩主・松平乗久の次男として誕生。兄が5代将軍・綱吉の命により松平忠弘の婿養子になったため、元和2年（1682年）に嫡子となり、従五位下、主水正に叙任された。貞享3年（1686年）、父の死去により家督を継ぎ、主水正から和泉守に遷任する。
元禄3年（1690年）9月5日、江戸で死去した。享年37。跡を長男・乗邑が継いだ。

## 系譜
父母
- 松平乗久（父）
- 水野忠善の娘（母）

正室
- くら姫 ー 奥平昌能の次女

子女
- 松平乗邑（長男）生母はくら姫（正室）
- 松平忠暁（五男）生母はくら姫（正室）[1]
- 松平乗住
- 松平乗興